# Доня Брусовача
45°13′ пн. ш. 15°44′ сх. д. / 45.21° пн. ш. 15.73° сх. д.
Доня Брусовача (хорв. Donja Brusovača) — населений пункт у Хорватії, у Карловацькій жупанії у складі громади Войнич.

## Населення
Населення за даними перепису 2011 року становило 122 осіб.
Динаміка чисельності населення поселення: